# Universität für Wissenschaft und Technik Peking
Die Universität für Wissenschaft und Technik Peking (北京科技大学, Pinyin: Běijīng Kējì Dàxúe, englisch University of Science and Technology Beijing, kurz USTB), früher als Beijing Steel and Iron Institute (北京钢铁学院) bezeichnet, ist eine Universität in Peking, Hauptstadt der Volksrepublik China.
Die Universität für Wissenschaft und Technik Peking zählt zu den 100 Universitäten des Projekts 211 in China. Sie untersteht direkten dem chinesischen Bildungsministerium. Die USTB ist in China für ihr Studienangebot im Bereich der Hüttentechnik und der Materialkunde bekannt.
Die Universität für Wissenschaft und Technik Peking befindet sich an der 4. Ringstraße im Pekinger Stadtbezirk Haidian und umschließt eine Fläche von rund 56 Hektar.
Der Ausbildungsschwerpunkt der USTB liegt im ingenieurtechnischen Bereich. Daneben bietet sie auch Studienangebote in den Bereichen Grundlagen, Management, Geisteswissenschaften, Wirtschaft und Rechtswissenschaften an.
Die Universität für Wissenschaft und Technik Peking besteht aus 9 Fakultäten mit 39 Studiengängen, die zum 1. akademischen Grad führen. Darüber hinaus werden 65 Masterstudiengänge, 26 Doktorexamen und 7 Habilitationen in verschiedenen Forschungsgebieten angeboten.
Mit dem Aufbau von sieben nationalen Schlüsseldisziplinen, darunter Hüttentechnik, Materialkunde, Werkstofftechnik, Konstruktionstechnik, Theorie und Technik im Bergbau, Management und Ingenieurwissenschaft, hat sich die USTB etabliert und genießt national und international einen hervorragenden Ruf.
An der USTB sind 23.439 Vollzeitstudenten, darunter 13.597 Studenten für den 1. akademischen Grad, 5.947 Studenten im Masterbereich, 2.237 für das Doktorexamen und 707 internationale Studenten eingeschrieben. An der Universität für Wissenschaft und Technik Peking sind 412 Professoren, 705 Associate Professoren sowie 7 Mitglieder der Akademie der Wissenschaften und zwei der Chinesischen Mitglieder der Akademie der Technik beschäftigt.
Bei den Olympischen Spielen 2008 wurden in den USTB-Sportanlagen die Wettkämpfe in Judo und Taekwondo ausgetragen.

Campus Ansichten
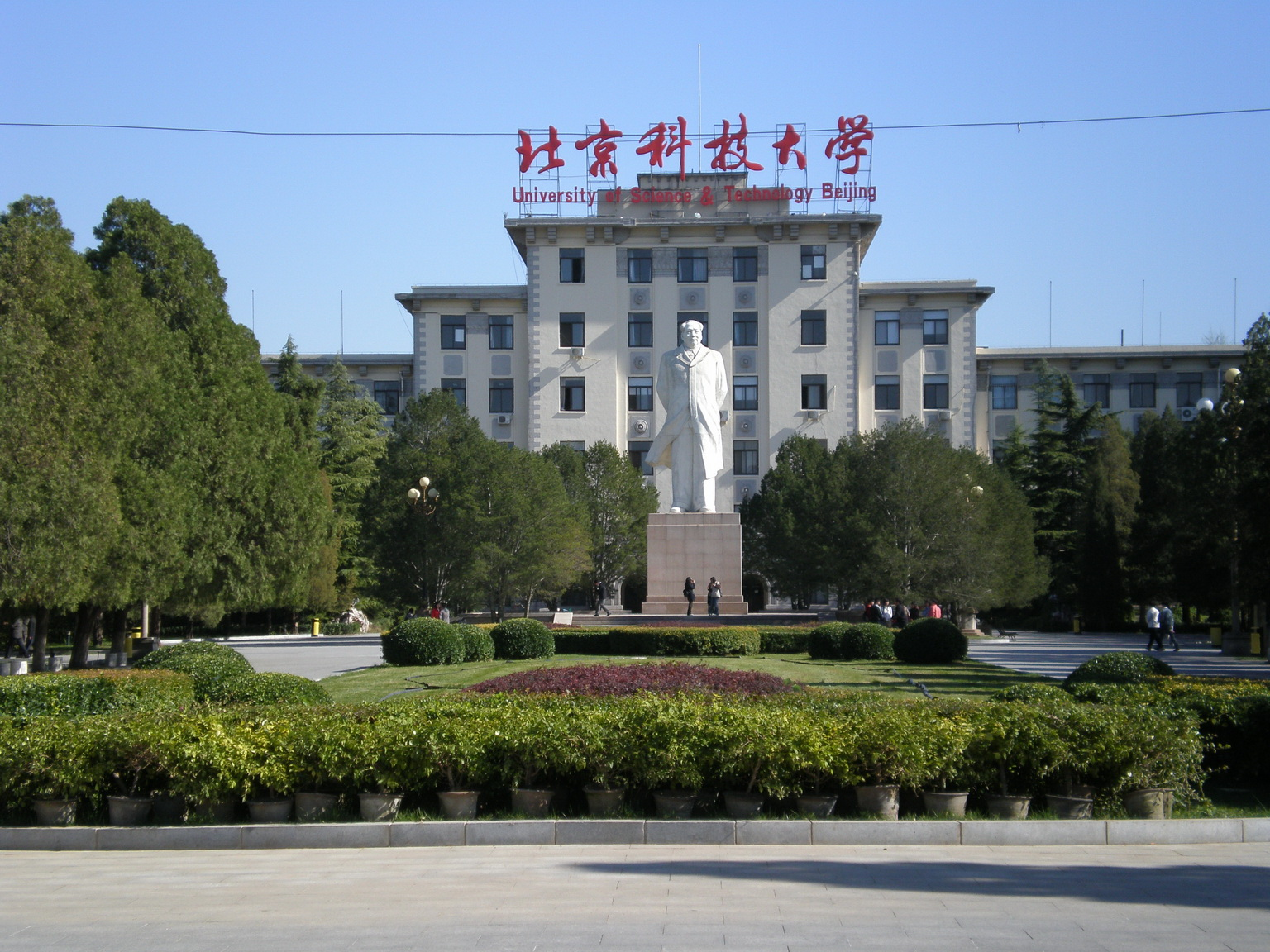
USTB West Tor
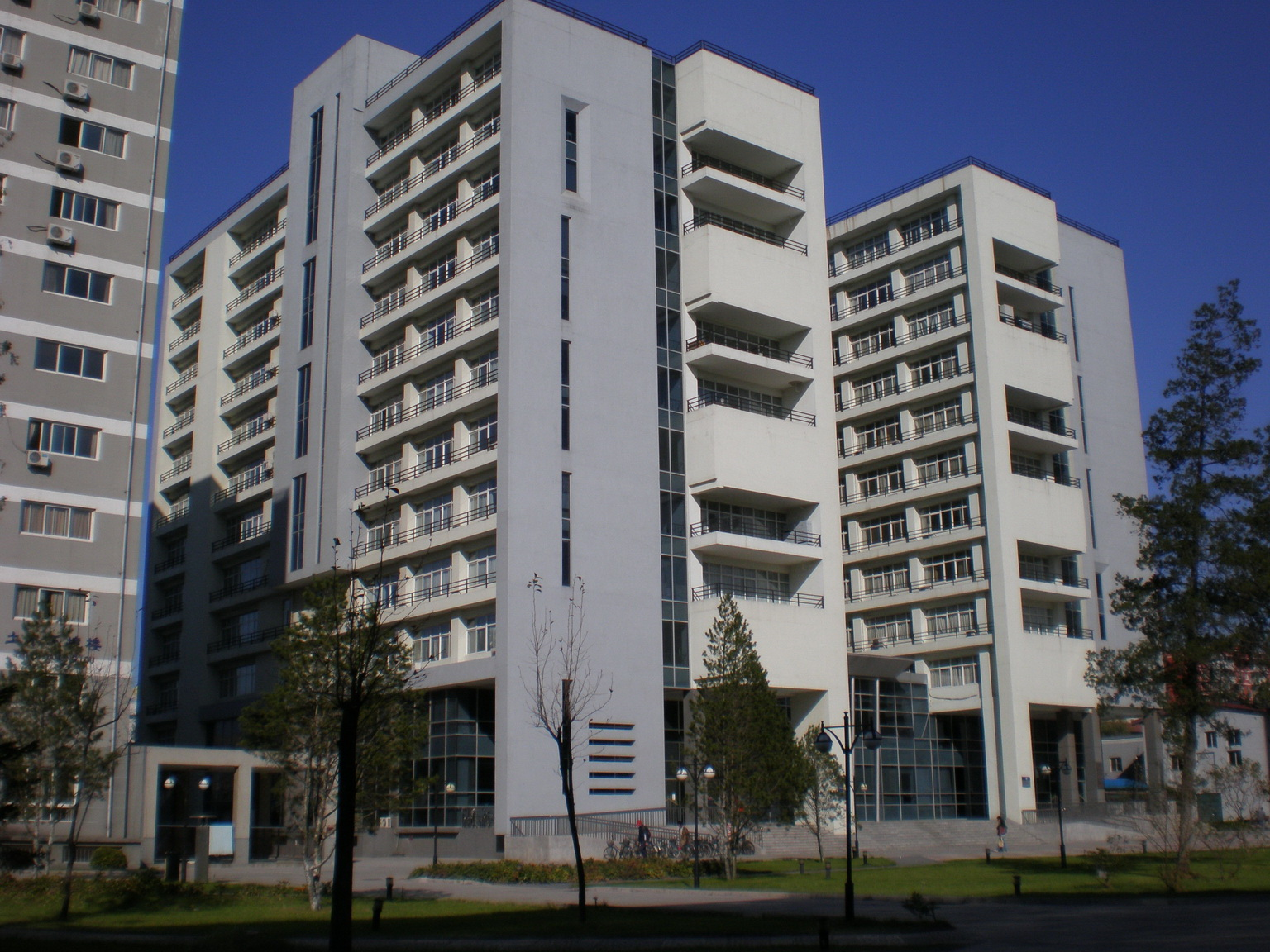
Mechanical und Information Engineering Gebäude
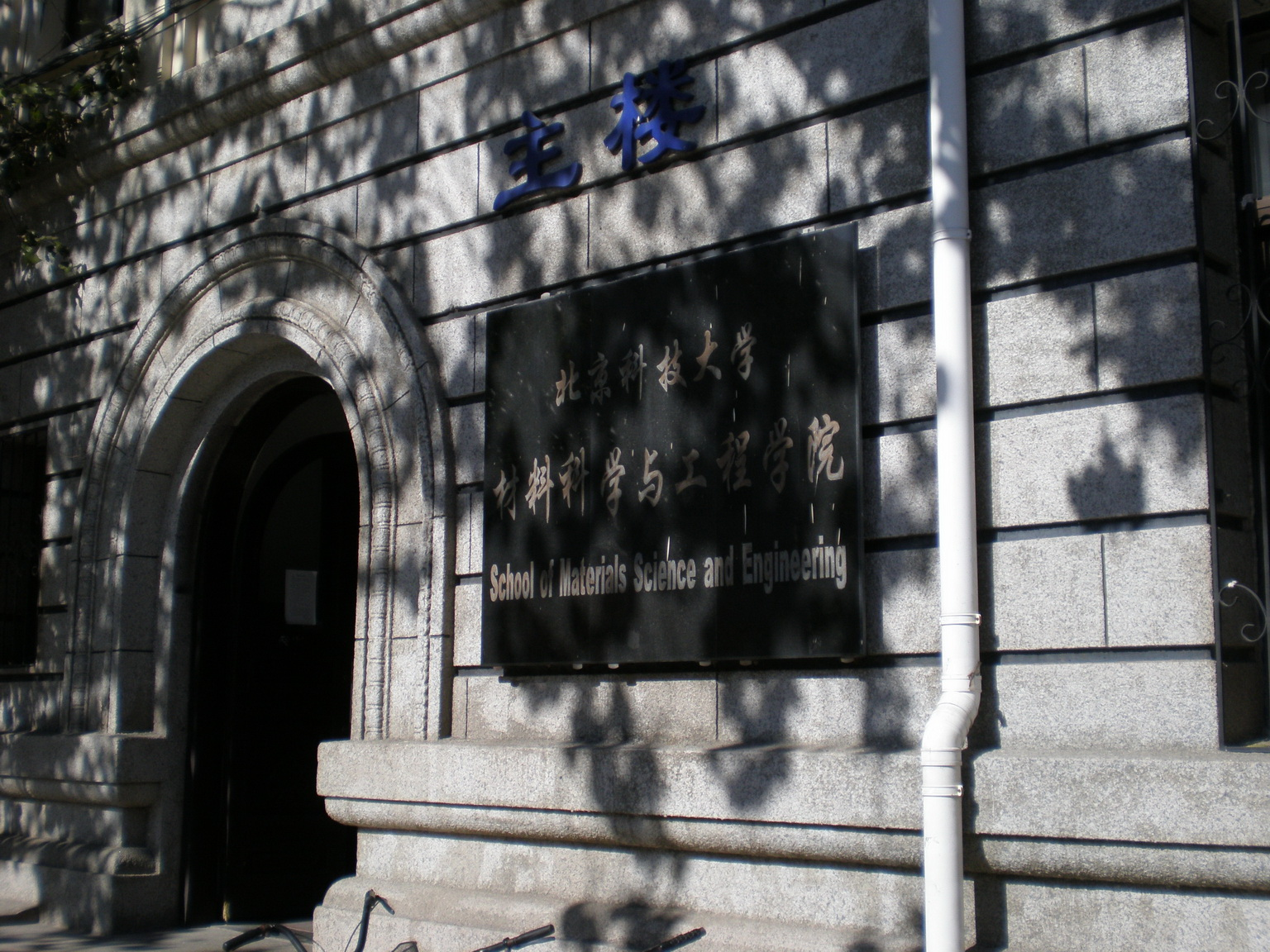
Hauptgebäude, Materialwissenschaft und Werkstofftechnik
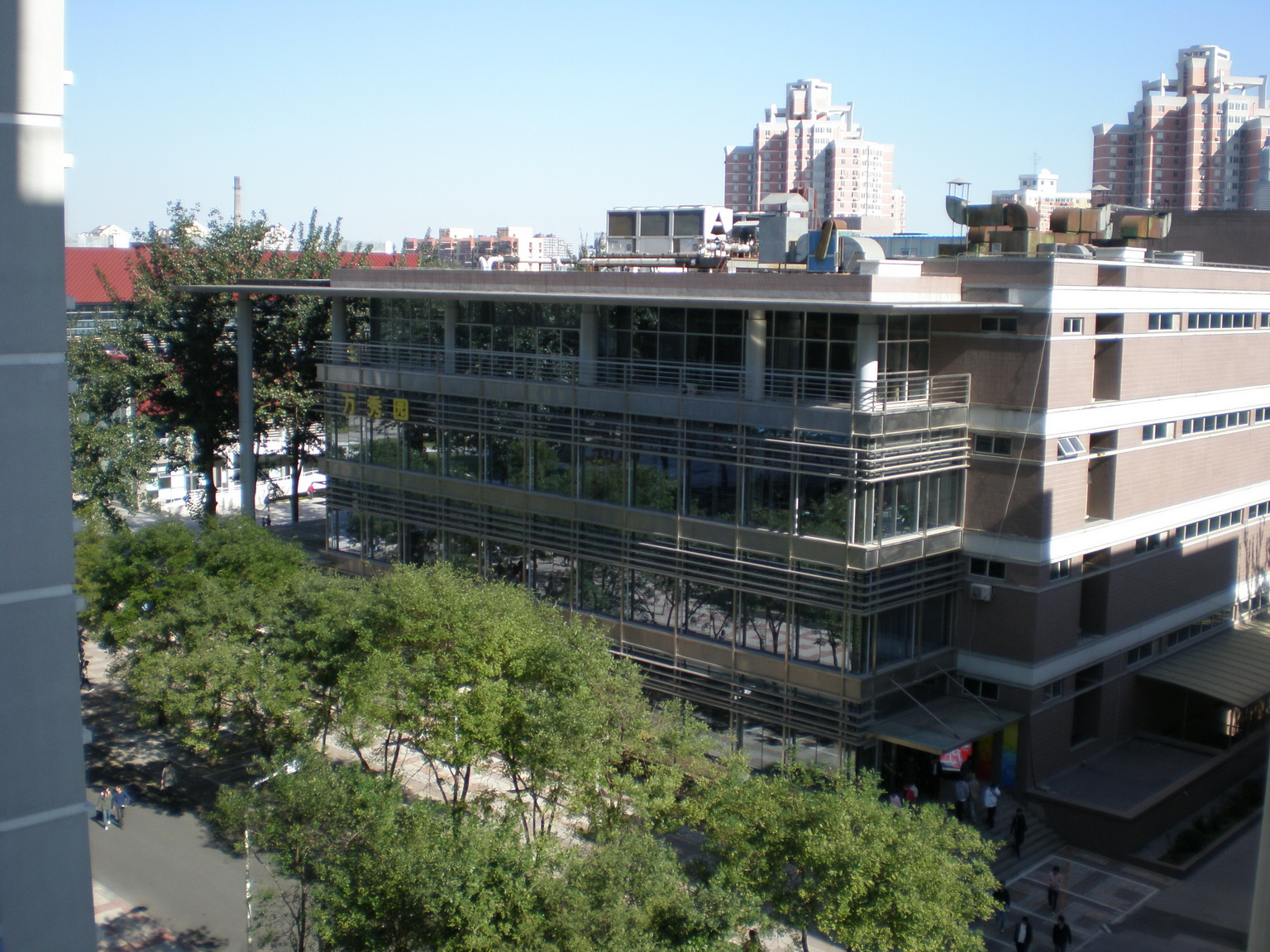
Wanxiuyuan cafeteria (万秀园), USTB
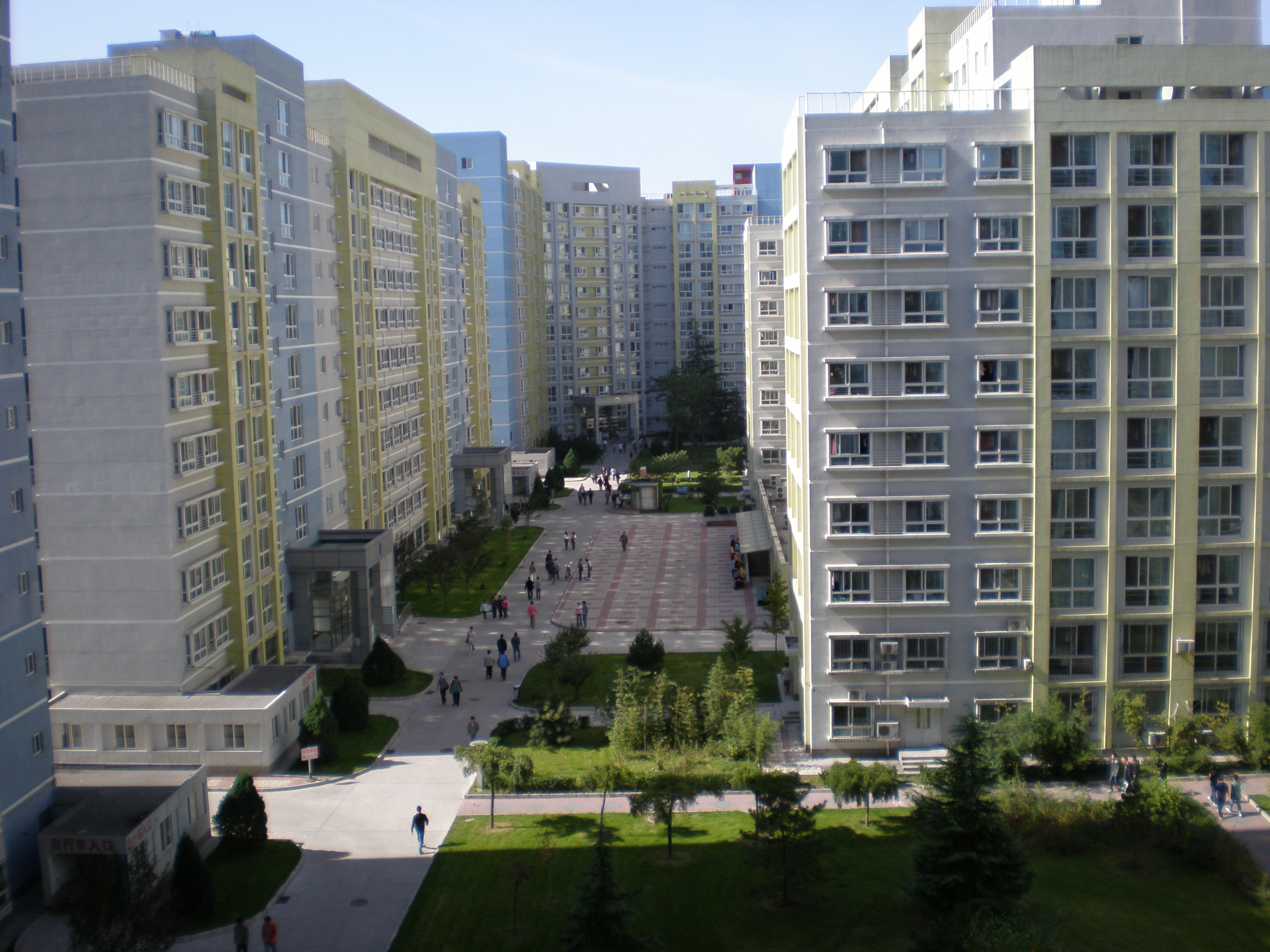
Studentenwohnheime im Westlichen Campus
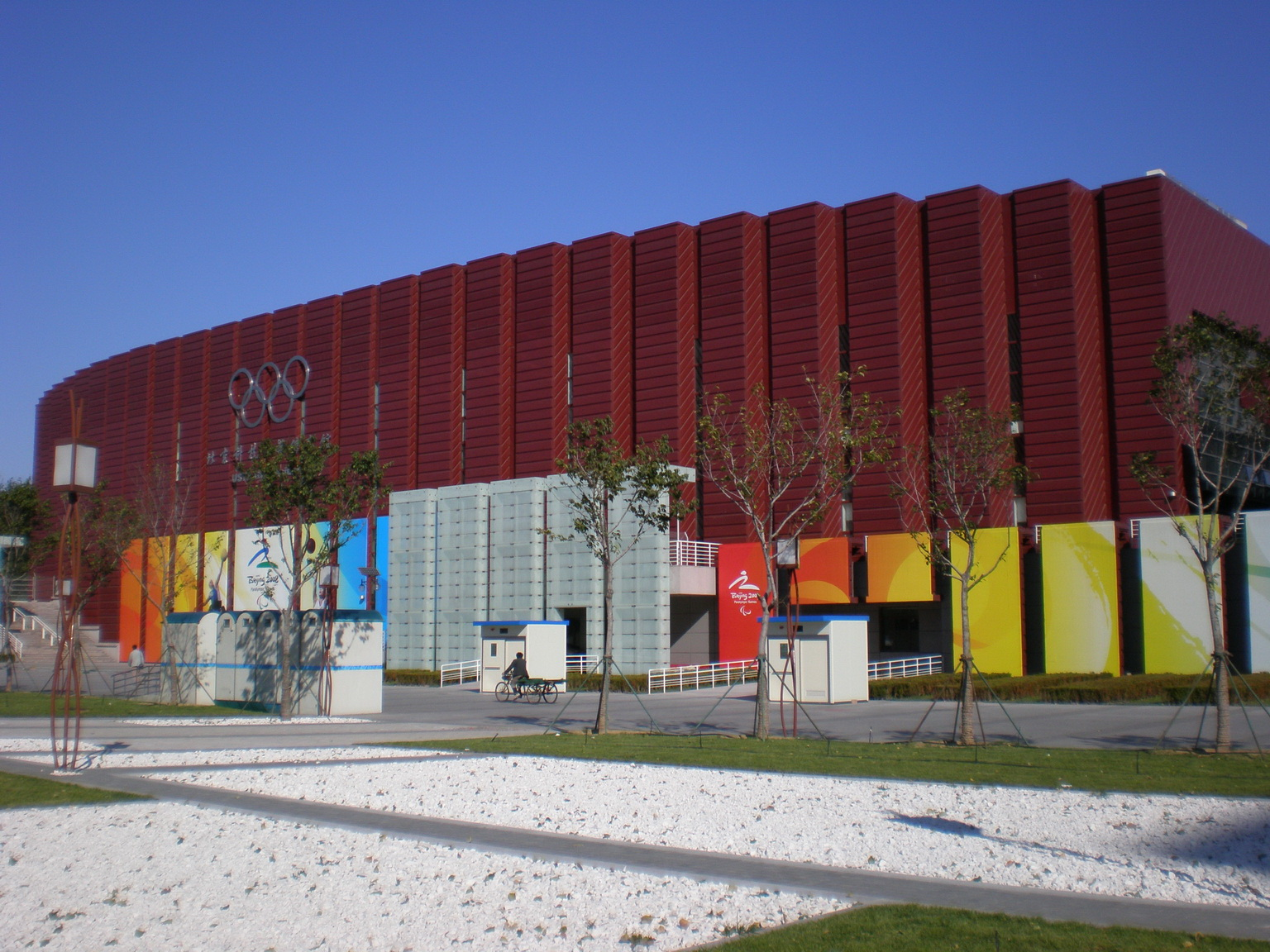
USTB-Sportanlagen